# Българи в Обединените арабски емирства
Българите в Обединените арабски емирства са между 6000 и 7000 души, като голяма част от тях са в Дубай – 4000 – 5000 души.

## Култура

### Дружества
- Български Бизнес съвет (от 2006)

### Училища
- Училище „Българче“ – Дубай (от 2007).

### Електронни медии
Български електронни медии са: Беседа – Емирствата на български (от 2003), Българите в Дубай и ОАЕ – медията на българите в ОАЕ (от 2004).

### Емигранти
- Анриета Драганова - български учен.
- Васил Божков – български олигарх и предприемач.